# Явірник (заповідне урочище)
Явірни́к — заповідне урочище (лісове) місцевого значення в Україні. Розташоване в межах Сколівського району Львівської області, на схід від села Верхнячка. 
Площа 142 га. Статус надано згідно з рішенням Львівського облвиконкому № 34 від 01.02.1991 року. Перебуває у віданні ДП «Славський лісгосп» (Верхнячківське лісництво, кв. 21). 
Статус надано з метою збереження високопродуктивних букових та смереково-букових насаджень. У трав'яному покриві трапляються види рослин, занесені до Червоної книги України. Урочище розташоване на північних схилах Верховинського Вододільного хребта. 